# Ficoline
Ficoline sind eine Gruppe von Proteinen des Komplementsystems, die als Lektine N-Acetylglucosamin binden.

## Eigenschaften
Ficoline besitzen, je nach Proteindomäne, strukturelle Homologien zu Kollagen und Fibronectin. Unter den Fibronectin-verwandten Proteindomänen besitzen die der Ficoline die höchste Mutationsrate. Wie auch die verwandten Collectine, z. B. Mannan-bindendes Lektin (MBL), bindet Ficolin als Pattern-Recognition Receptor an Kohlenhydrate und aktiviert dann den Lektin-Weg des Komplementsystems. Ficoline bilden Multimere aus zwölf Untereinheiten (Dodecamere) mit einer Masse von 400 Kilodalton aus.
Im Menschen wurden drei Ficoline beschrieben, FCN1 (synonym M-Ficolin), FCN2 (synonym L-Ficolin) und FCN3 (synonym H-Ficolin).